# Claude Rostain
Pour les articles homonymes, voir Rostain.
Claude Rostain, né le 16 décembre 1916 à Ria-Sirach (Pyrénées-Orientales) et mort le 10 février 2015 à Cahors (Lot), est un diplomate français et viguier d'Andorre.

## Biographie
Claude Rostain a fréquenté le collège Saint-Joseph à Avignon, puis l'École nationale de la France d'outre-mer et a étudié le droit à Paris.
Il est de 1964 à 1969 ambassadeur de France à Lomé, au Togo, puis de 1970 à 1972 ambassadeur de France à Niamey au Niger. En avril 1972, Claude Rostain quitte le Niger. Il devient le consultant Afrique (« Monsieur Afrique ») du président français.
Du 11 décembre 1972 à 1977, il est viguier d'Andorre. C'est à ce titre qu'il organise la rencontre des coprinces d'Andorre le 25 août 1973, à l'Évêché de Cahors, une première depuis le XIIIe siècle. Elle réunit Mgr Joan Martí i Alanis côté catalan et le président français Georges Pompidou côté français.

## Travaux et références
- Direction des Archives, 1967 - Tome I : Ministère des Affaires étrangères (Paris).  Commission des archives diplomatiques
- Néocolonialisme entre Dakar et Dar es-Salaam (PDF, 1,5 Mo) dans "The Mirror" du 25 octobre 1971
- Rainer Tetzlaff, Jakobeit du Cordon: L'Afrique post-coloniale: politique, économie, société, p. 227
- France / Francophonie (PDF, 392 Ko) dans: The Mirror of 13 avril 1970
- Colin Legum: Afrique contemporaine enregistrement 1972-1973, Volume 5